# Antiche unità di misura del circondario di Montepulciano
Sono qui riportate le conversioni tra le antiche unità di misura in uso nel circondario di Montepulciano e il sistema metrico decimale, così come stabilite ufficialmente nel 1877.
Nonostante l'apparente precisione nelle tavole, in molti casi è necessario considerare che i campioni utilizzati (anche per le tavole di epoca napoleonica) erano di fattura approssimativa o discordanti tra loro.
A causa del metodo inappropriato utilizzato nelle province toscane nel 1808 e a causa dell'impossibilità di reperire tutti i campioni originali, nel 1877 venne stabilito di utilizzare per le unità toscane i valori del 1808 però in forma approssimata.

## Misure di lunghezza
| Comuni                                     | Denominazione         | Valore | Unità |
| ------------------------------------------ | --------------------- | ------ | ----- |
| Tutti i comuni                             | Braccio fiorentino    | 0,5836 | m     |
| Tutti i comuni                             | Passetto              | 1,1673 | m     |
| Tutti i comuni                             | Canna agrimensoria    | 2,9181 | m     |
| Cetona                                     | Passetto              | 0,7782 | m     |
| Radicofani, Torrita, S. Casciano dei Bagni | Passetto              | 0,8754 | m     |
| S. Casciano dei Bagni                      | Canna da muri e fosse | 2,3345 | m     |
| Torrita                                    | Pertica               | 2,3345 | m     |

Il braccio fiorentino si divide in 20 soldi, il soldo in 12 denari, il denaro in 12 punti.
Il passetto, misura per le stoffe, è eguale a 2 braccia.
La canna agrimensoria, base della misura dei terreni, è eguale a 5 braccia.
Una misura di 4 braccia si dice canna mercantile.
Il passetto di Cetona corrisponde a braccia legali 1 1/3.
Il passetto di Radicofani a braccia legali 1 1/2.
La canna da muri di S. Casciano dei Bagni e la Pertica di Torrita sono la stessa misura corrispondente a 4 braccia, detta anche canna mercantile.

## Misure di superficie
| Comuni                                                         | Denominazione    | Valore  | Unità |
| -------------------------------------------------------------- | ---------------- | ------- | ----- |
| Tutti i comuni                                                 | Braccio quadrato | 0,3406  | m²    |
| Tutti i comuni                                                 | Quadrato         | 3406,19 | m²    |
| Cetona, Chianciano, Radicofani, Torrita, S. Casciano dei Bagni | Staio            | 1703,10 | m²    |
| Abbadia S. Salvadore                                           | Staio            | 1226,23 | m²    |

Il quadrato, misura agraria, si divide in 10 tavole, la tavola in 10 pertiche, la pertica in 10 deche, la deca in 10 braccia quadrate.
Lo staio di Cetona è di 5000 braccia quadrate, e corrisponde quindi alla metà del quadrato legale.
Nel comune di Torrita si usano pure uno staio di 6000 braccia quadrate, ed un altro di braccia quadrate 7000, secondo le qualità dei terreni.
Nel comune di S. Casciano dei Bagni lo staio si dice anche staiata.
Lo staio di Abbadia S. Salvadore è di 3600 braccia quadrate.

## Misure di volume
| Comuni         | Denominazione | Valore | Unità |
| -------------- | ------------- | ------ | ----- |
| Tutti i comuni | Traino        | 397,6  | L     |
| Tutti i comuni | Braccio cubo  | 198,8  | L     |
| Tutti i comuni | Catasta       | 4771,1 | L     |

Il traino, misura legale da legname da costruzione, è di 2 braccia.
Il braccio cubo si divide in 6 braccioli o braccia di traino, il bracciolo in 12 once di traino, l'oncia di traino in soldi cubi 111 1/9, il soldo cubo in 27 quattrini cubi, il quattrino cubo in 16 denari cubi.
La catasta, misura per la legna da fuoco, è di 24 braccia cube, e si divide in metà, terzi, quarti.
La catasta è rappresentata da un parallelepido rettangolo avente 6 braccia di lunghezza, 1 1/2 di larghezza e 2 di altezza.

## Misure di capacità per gli aridi
| Comuni                                                  | Denominazione | Valore  | Unità |
| ------------------------------------------------------- | ------------- | ------- | ----- |
| Tutti i comuni                                          | Sacco         | 73,0886 | L     |
| Tutti i comuni                                          | Staio         | 24,3629 | L     |
| Tutti i comuni                                          | Quartuccio    | 0,3807  | L     |
| Chianciano, S. Casciano dei Bagni, Abbadia S. Salvadore | Soma da grano | 146,18  | L     |

Il sacco si divide in 3 staia, lo staio in 20 mine, la mina in 2 quarti, il quarto in 8 mezzette, la mezzetta in 2 quartucci.
Otto sacchi fanno il moggio.
La soma di Chianciano corrisponde a 2 sacchi legali.

## Misure di capacità per i liquidi
| Comuni | Denominazione      | Valore  | Unità |
| --- | ------------------ | ------- | ----- |
| Tutti i comuni | Barile da vino     | 45,5840 | L     |
| Tutti i comuni | Fiasco da vino     | 2,2792  | L     |
| Tutti i comuni | Quartuccio da vino | 0,2849  | L     |
| Tutti i comuni | Barile da olio     | 33,4289 | L     |
| Tutti i comuni | Fiasco da olio     | 2,0893  | L     |
| Tutti i comuni | Quartuccio da olio | 0,2612  | L     |
| Castiglion d'Orcia, S. Quirico d'Orcia, Trequanda                                                                         | Barile da vino     | 43,7607 | L     |
| Chianciano | Barile da vino     | 51,2820 | L     |
| Chianciano | Staio da olio      | 22,2859 | L     |
| Montepulciano | Staio da vino      | 27,3504 | L     |
| Montepulciano | Staio da olio      | 28,2289 | L     |
| Piancastagnaio | Barile da vino     | 47,8632 | L     |
| Sarteano | Soma da vino       | 102,56  | L     |
| Castiglion d'Orcia, Abbadia S. Salvadore, Radicofani, Sinalunga, Torrita, Pienza, Sarteano, S. Quirico d'Orcia, Trequanda | Staio da olio      | 20,8002 | L     |

Il barile legale da vino si divide in 20 fiaschi, il fiasco in 4 mezzette, la mezzetta in 2 quartucci.
Due barili fanno una soma.
Due mezzette un boccale.
Il barile legale da olio si divide in 16 fiaschi, il fiasco in 4 mezzette, la mezzetta in 2 quartucci.
Due barili fanno una soma.
Il barile da vino di Castiglion d'Orcia corrisponde al peso di libbre 128.
In Cetona si usava per il vino una docciata corrispondente al quarto del barile legale.
Nel comune di Chianciano il barile da vino corrisponde al peso di libbre 150 e lo staio da olio al peso di libbre 60.
Lo staio da vino di Montepulciano corrisponde al peso di libbre 80 e quello da olio al peso di libbre 76.
Nel comune di Piancastagnaio il barile da vino corrisponde al peso di libbre 140.
In Sarteano si usava una soma da vino del peso di 300 libbre.
Lo staio da olio di Castiglion d'Orcia corrisponde al peso di libbre 56.

## Pesi
| Comuni         | Denominazione | Valore | Unità |
| -------------- | ------------- | ------ | ----- |
| Tutti i comuni | Libbra        | 339,5  | g     |

La libbra si divide in 12 once, l'oncia in 8 dramme, la dramma in 3 denari, il denaro in 24 grani, il grano in 48 quarantottesimi.
100 libbre fanno un quintale.
150 libbre fanno un cantaro comune.
160 libbre fanno un cantaro per la lana ed i salumi.
1000 libbre fanno la tonnellata.
La libbra mercantile serve pure per gli usi farmaceutici.
Il grano della libbra serve pure per gli orefici.
Quattro grani fanno un carato, peso speciale per i gioiellieri.